# Altitude (gra komputerowa)
Altitude – komputerowa gra akcji wydana 2 grudnia 2009 roku przez firmę Nimbly Games. Gra polega na walce samolotów na dwuwymiarowych mapach.
Gra zebrała pozytywne oceny w mediach, krytycy dobrze ocenili wciągającą rozgrywkę. Altitude otrzymała dwie nagrody dla gier niezależnych podczas gali Indie Game Challenge.
W 2014 roku gra została udostępniona za darmo.

## Rozgrywka
Gracz steruje jednym z samolotów i walczy na dwuwymiarowych mapach. Poprzez niszczenie pojazdów przeciwników postać zdobywa doświadczenie. Dzięki temu dostępne są nowe samoloty i umiejętności. Cel rozgrywki zależy od wyboru mapy. W trybie team deathmatch gracze zostają podzieleni na dwa zespoły i wygrywa ten, który zniszczy więcej samolotów przeciwnika w określonym czasie. W trybie „Team Base Destruction” głównym celem jest zniszczenie bazy wroga. Gracz ma także możliwość gry jednoosobowej, gdzie walczy z botami.

## Odbiór
Recenzenci ocenili rozgrywkę i dostępne tryby gry. Joseph Lieberman z gametunnel określił walkę jako satysfakcjonującą, jednak pomysł na losowe tworzenie zespołów uznał za wadliwy. Redaktor z IT Reviews ocenił grę jako szybką i prostą. W swojej recenzji podkreślił, że 10-minutowe mecze są pełne emocji, a gra nie zwalnia ani na moment. Podobnego zdania był Kieron Giacopazzi z serwisu acegamez, który zauważył, że nowi gracze często giną, ale nie jest to nic złego. W jego ocenie krótki czas czekania na odnowienie samolotu i fakt częstego umierania niezależnie od umiejętności sprawia, że gracz nie irytuje się w trakcie walki.
Gra otrzymała nagrody „Technical Achievement” i „Gamer's Choice Award” podczas gali Indie Game Challenge w 2010 roku. Znalazła się także na liście PAX 10 w 2010 roku.
W 2014 roku twórcy udostępnili grę za darmo.